# Милославский, Илья Данилович
Илья Данилович Милославский (3 (13) июля 1595 — 19 (29) мая 1668) — воевода, наместник, окольничий, боярин и дипломат во времена правления Михаила Фёдоровича и Алексея Михайловича.
Отец царицы Марии Ильиничны Милославской, первой жены царя Алексея Михайловича. Первый владелец Потешного дворца.
Происходил из незнатного дворянского рода Милославских. Родился в семье воеводы курского Даниила Ивановича Милославского.

## Биография
В 1636—1640 годах в Боярской книге показан стольником. В 1640 году воевода в Усерде. В 1641 году, по просроченной закладной кабале, получил вотчину Наума Ивановича Вырубова, сельцо Дурнево и усадище Старцево селище в Рузском уезде.
Начал свою большую службу с выполнения дипломатического поручения. По распоряжению боярина Б. И. Морозова, он в 1643 году послан посланником в Стамбул к султану Ибрагиму I по поводу возвращения Азова с заверением ему от царя Михаила Федоровича «быть в крепкой братской дружбе и любви». По дороге в Стамбул на несколько месяцев задержан донскими казаками. Вероятно, что он успешно справился с посольством, так как с ним для дальнейших переговоров прибыли турецкие посланники. За успешное выполнение службы пожалован чином наместника медынского.
Дипломатическая служба Милославского была успешной и он в 1646-1647 годах в звании стольника послан вместе с дьяком Иваном Байбаковым в Голландию для подготовки торговых договоров, дальнейшего укрепления российско-голландских отношений, набора на русскую службу военных офицеров и различного рода мастеров.
16 января 1648 года на его дочери Марии женился молодой царь Алексей Михайлович, а через 10 дней его другая дочь, Анна, вышла за воспитателя царя, боярина Б. И. Морозова, и таким образом Морозов стал ближним царским зятем и его же свояком и вместе с тем зятем Милославского. После таких браков дочерей его, Илья Данилович в 1648 году был пожалован сперва окольничим, и в том же году бояриным.
В мае 1648 года в Москве разразился Соляной бунт. После опалы и отстранения от государственных дел боярина Б. И. Морозова и высылке его из Москвы главного виновника Соляного бунта, Милославский фактически стал главой московского правительства. Он сумел в тяжелейших условиях остановить восстание путём переговоров с людьми, имевшие влияние на восставших. В том же году Милославский возглавил Боярскую думу и одновременно стал руководителем важнейших приказов: Аптекарского (1648—1667), Иноземного (1651—1667), Казённого (1653—1665), Рейтарского (1661—1667), Стрелецкого (1651—1667), Ствольного (1656—1658), Сыскного (1653), Столовых и Счётных дел (1656—1667), Большой казны (1651—1663). Назначение в Аптекарский приказ имело особое значение, так как производством и поставкой медикаментов во дворец должен был ведать «ближний» человек. Подражая царю, который любил всякие диковины, и как глава Аптекарского приказа Милославский основал ботанический сад и аптекарский огород между Боровицкой башней и берегом Москвы-реки. Огород снабжал Аптекарский приказ травами для изготовления лекарств, продажа которых приносила большой доход в царскую казну.
В 1651 году в качестве жилых палат для Ильи Милославского на территории Московского кремля был построен Потешный дворец.

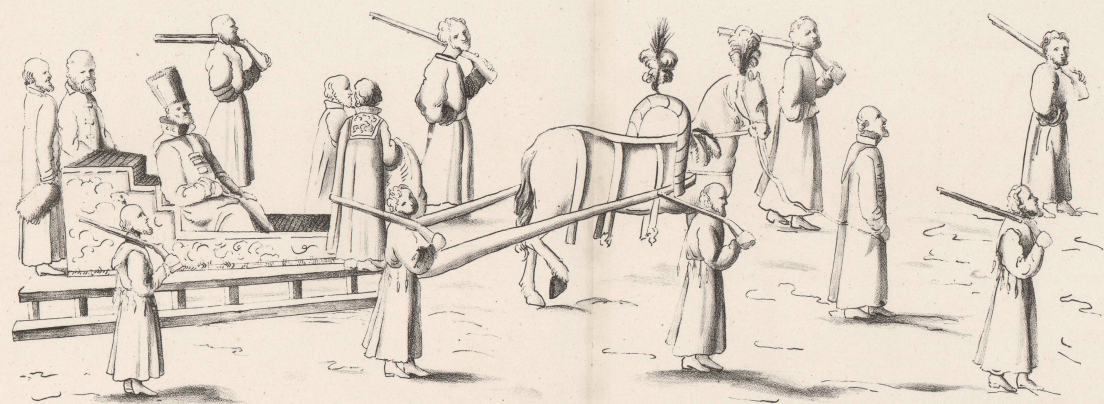
Рисунок из альбоме Мейерберга: Царский экипаж, на запятках стоят Я. К. Черкасский и И. Д. Милославский, XVII в.

С 1654 года принимал участие в войне с Польшей.
В апреле 1657 года, в день ангела его дочери, царицы Марии Ильиничны, в Золотой палате, царь проводил обед в её честь: кроме патриарха Никона и царевичей Грузинского, Касимовского и Сибирского были бояре — Б. И. Морозов, сам Илья Данилович с Иваном Андреевичем Милославским, и окольничие князья Василий и Семён Петровичи Львовы. Князь Семён Петрович стал местничать на боярина Илью Даниловича, что ему быть меньше его невместно. Такое местничество было весьма некстати: в день именин царицы бить челом на её отца. Государь был озадачен сказав: «какие де тут места!», и после второго отказа сесть за стол, царь приказа думному дьяку Семёну Ивановичу Збаровскому силой усадить за стол князя. На следующий день на Илью Даниловича, не только князь Львов, но и его братья Василий и Дмитрий потребовали «дать им в отечестве счёт». По указу царя местничавший князь Львов, за неправедное местничество был отправлен в тюрьму на несколько дней.
Возглавляя различные приказы, на этом поприще царский тесть не достиг сколько-нибудь значительных успехов — казна оскудела, росли налоги, небывалая дороговизна из-за неудачной замены серебряных денег. В период денежной реформы (1654—1663), когда была предпринята попытка заменить серебряные копейки на медные, для пополнения государственной казны, Милославский, имея доступ на Новый денежный двор, привозил вместе с царской медью свою, а готовые деньги увозил целыми возами в свой дом на глазах у денежных мастеров и дьяков. Данное деяние считалось грубым нарушением законов, так как вся медь обязательно сдавалась в царскую казну по цене семь с полтиной за пуд веса. В эти годы был всплеск финансовых махинаций и фальшивомонетничества. Непомерно разбогатевшие лица давали огромные взятки Милославскому и тем самым откупались от наказаний. В 1661 году царь поручил стольнику Р. М. Стрешневу, дьякам и боярину И. Д. Милославскому, создать комиссию, которая должна была выяснить причины дороговизны цен. Комиссия выделила одну из основных причин инфляции, это медные деньги.
Замена серебряных денег медной монетой и значительное повышение цен привели в 1662 году к очередному выступлению москвичей — Медному бунту. На улицах города появились «воровские листы», в которых бояре И. Д. Милославский и И. А. Милославский, окольничий Ф. М. Ртищев и другие объявлялись изменниками. В результате требований бунтующих и многочисленных воровских листков (жалоб), царь отстранил Милославского от руководства приказом Большой казны, а «казни ему не учинил», и он до своей смерти оставался приближённым к царскому двору бояриным. В его обязанности входило заседать в Боярской думе, присутствовать во время приёмов во дворце и на царских пирах.
В 1668 году 72-летний Илья Данилович Милославский скончался. Вероятно, что он похоронен вместе с дочерью Анной Ильиничной (ум. 1669) в Болховском Оптин Рождества Богородицы монастыре, в склепе-усыпальнице Милославских, построенный им ранее и куда были перенесены останки всех Милославских.

## Воспоминания современников
По воспоминаниям А. Олеария: «боярин Илья Даниловаич Милославский выбравшиясь из грязи бедного люда и самого низшего дворянства и по неожиданной прихоти играющего счастья, вознесённый на самую высокую степень почести в Московии, он получил от царя весьма большую силу в качестве его тестя. Вошёл в большую силу и стал жить в Кремле». Прежние слуги при дворе были: «удалены и вместо посажены родственники боярина Милославского, которые будучи весьма бедны были и очень жадны к обогащения себя».
Возвысившийся род Милославских отличался стяжательством и мздоимством и пользовался дурной репутацией в народе. Царь, называл его «Ильёй», а «не тестем и не батюшкой». Милославский использовал положение царского тестя и новоиспеченного боярина для быстрого своего и ближайшей родни (Леонтия Степановича Плещеева — глава Земского приказа и Петра Траханиотова— главы Пушкарского приказа) обогащения. Известен случай 1661 года, когда за излишнее хвастовство: «Государь, поставь меня воеводой твоих полков, и я пленю и приведу к тебе польского короля», Илья Данилович, царём Алексеем Михайловичем был выгнан взашей в присутствии иностранных послов и Боярской думы. По воспоминаниям современников доставалось боярину: «тряски за волосы на голове и бороде, кулачных тузов».

## Семья и дети
Был женат на Екатерине Фёдоровне Нарбековой, от брака с которой имел четырёх дочерей:
- Анна Ильинична Милославская (? — 1667) — жена с 1648 года боярина Бориса Ивановича Морозова (1590—1662)
- Екатерина Ильинична Милославская — жена воеводы и окольничего, князя Фёдора Львовича Волконского (? — 1697/1698).
- Ирина Ильинична Милославская (? — 1645) — жена с 1638 года князя Дмитрия Алексеевича Долгорукова (ок. 1612—1673).
- Мария Ильинична Милославская (1624—1669) — первая жена с 1648 года Алексея Михайловича (1629—1676), второго царя из династии Романовых (1645—1676).

После 1661 года женился вторично на дочери боярина князя Ивана Васильевича Хилкова Ксении Ивановне, которая в первом замужестве была за Алексеем Никитичем Годуновым, а во втором — за князем Юрием Петровичем Буйносовым-Ростовским.